# Eraina thamnocephala
Eraina thamnocephala är en fjärilsart som beskrevs av Clarke 1978. Eraina thamnocephala ingår i släktet Eraina och familjen plattmalar. Inga underarter finns listade i Catalogue of Life.